# Wappo
El wappo és una llengua probablement aïllada, tot i que alguns lingüistes la classifiquen dins de la família de llengües yuki-wappo (Powers 1877, Powell 1891, Kroeber 1925 i Elmendorf 1968), tanmateix com els propis membres de l'ètnia wappo que encara sobreviuen. Es tracta d'una llengua extinta, val a dir, sense parlants actuals. La darrera persona que la va tenir com a llengua materna, Laura Fish Somersal, va morir l'any 1990.
Els wappo o ashochimí vivien a Califòrnia, a la capçalera del riu Napa i a tot el llarg del riu Rus, a uns cent quilòmetres al nord de l'actual San Francisco. Van ser massacrats durant el segle xix per mexicans, buscadors d'or i miners, a més a més d'epidèmies. Avui en dia resten prop de dues-centes cinquanta persones pertanyents a aquesta ètnia, totes elles parlants d'anglès.
Es creu que l'origen de la paraula wappo ve del castellà "guapo" en l'accepció antiga de "valent". Es creu que està relacionat llunyanament amb el yuki, i està força influenciada pel pomo.
Paul Radin publicà els primers texts d'una gramàtica wappo en la dècada de 1920. Jesse O. Sawyer publicà "English-Wappo Vocabulary" en 1965 i continuà estudiant la gramàtica wappo durant tota la seva vida. Altres lingüistes que han contribuït a l'estudi del wappo són William E. Elmendorf, Alice Shepherd, Sandra Thompson, Joseph Sung-Yul Park i Charles N. Li.

## Fonologia

### Vocals
El wappo té cinc qualitats vocals, però la literatura és inconsistent pel que fa a si hi ha una distinció de longitud. En el seu lèxic wappo, Sawyer transcriu les vocals llargues, però Thompson et al., qui va treballar amb el mateix parlant, informant que no van escoltar cap vocal llarga.
Segons Radin els següents diftongs esdevenen en Wappo: /ao/, /ai/, /ɛo/, /ɛi/, /ɛu/, /ei/, /ɔi/, /iɛ/, i /ui/.
|         | Frontal | Posterior |
| ------- | ------- | --------- |
| Alta    | i       | u         |
| Mitjana | e       | o         |
| Baixa   | a       | a         |

### Consonants
L'estil de la transcripció (símbols en negreta) es basa en el treball de Sawyer amb Somersal, amb una interpretació posterior per Thompson, Parc i Li. Thompson et al. proposen que el wappo té tres tipus d'oclusives: plana, aspirada i glotalitzads. Oclusiva més /h/ són, per tant, tractades com oclusives aspirades. Sawyer notà que /f/, /d/, /g/, /r/ i /rʼ/ són usades en préstecs de l'espanyol.
|            |              | Labial  | Dental  | Alveolar | Palatal  | Velar   | Glotal |
| ---------- | ------------ | ------- | ------- | -------- | -------- | ------- | ------ |
| Oclusiva   | sorda        | p [p]   | t [t̻]   | ṭ [t̺]    |          | k [k]   | ʔ [ʔ]  |
| Oclusiva   | aspirada     | pʰ [pʰ] | tʰ [t̻ʰ] | ṭʰ [t̺ʰ]  |          | kʰ [kʰ] |        |
| Oclusiva   | glotalitzada | pʼ [pʼ] | tʼ [t̻ʼ] | ṭʼ [t̺ʼ]  |          | kʼ [kʼ] |        |
| Africada   | sorda        |         |         | c [t͡s]   | č [t͡ʃ]   |         |        |
| Africada   | glotalitzada |         |         | cʼ [t͡sʼ] | čʼ [t͡ʃʼ] |         |        |
| Fricativa  | sorda        |         |         | s [s]    | š [ʃ]    |         | h [h]  |
| Nasal      | plana        | m [m]   |         | n [n]    |          |         |        |
| Nasal      | glotalizada  | mʼ [mʼ] |         | nʼ [nʼ]  |          |         |        |
| Aproximant | plana        | w [w]   |         | l [l]    | y [y]    |         |        |
| Aproximant | glotalitzada | wʼ [wʼ] |         | lʼ [lʼ]  | yʼ [yʼ]  |         |        |

## Numerals
Els cinc primers números en wappo són:
1 Pawa
2 Hopi'
3 Hopo'ka
4 Ola
5 Kata
Algunes paraules wappo:
- Home: Ewi'
- Dona: Met'ai
- Gos: Tsu'itsu
- Sol: Hina
- Lluna: Hina
- Aigua: Me'i